# Alyssum thymops
Alyssum thymops là một loài thực vật có hoa trong họ Cải. Loài này được (Hub.-Mor. & Reese) Dudley mô tả khoa học đầu tiên năm 1964.